# Rainer Heute

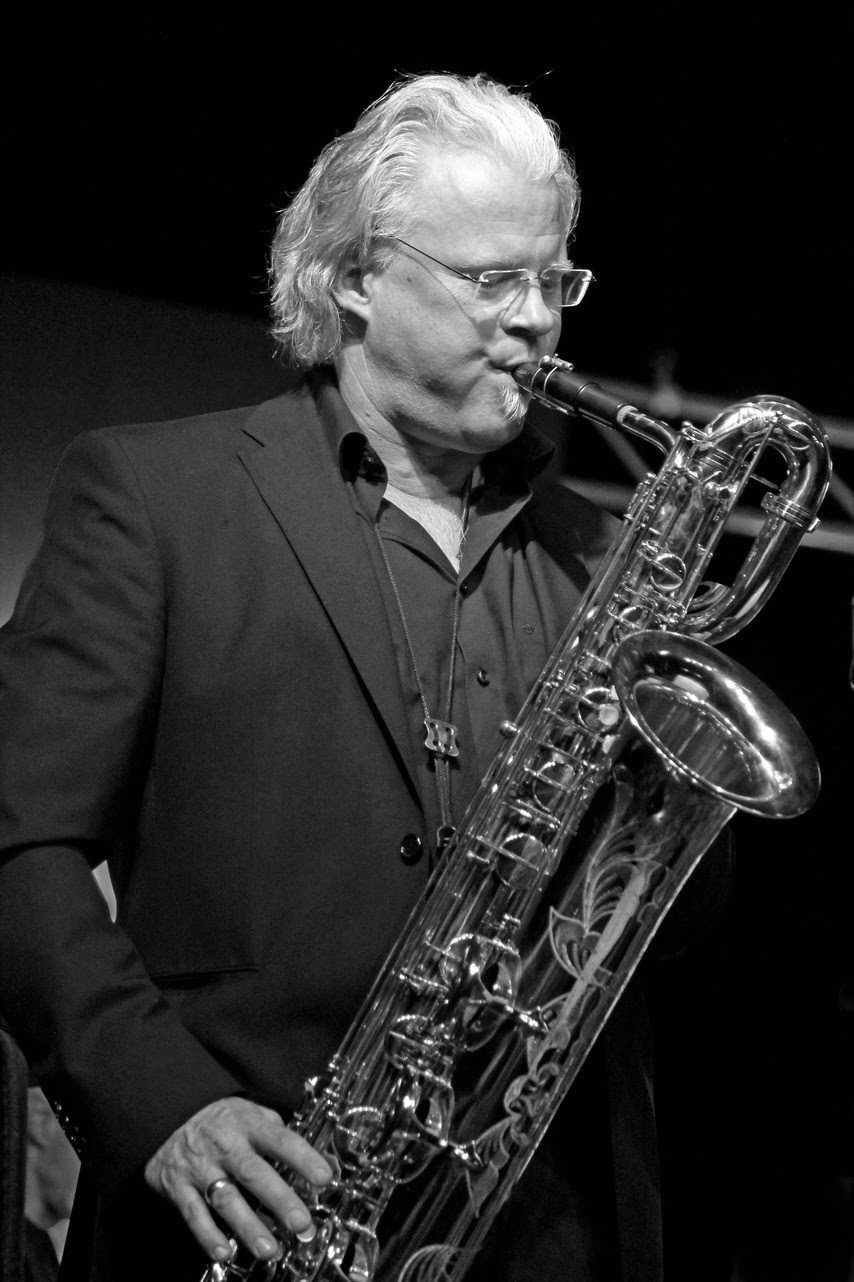
Rainer Heute auf dem Jazzfestival St. Ingbert 2015

Rainer Heute (* 28. Juni 1962 in Stuttgart) ist ein deutscher Jazzmusiker (Saxophon, Klarinette, Flöte).

## Leben und Wirken
Heute, der in Viernheim aufwuchs, lernte Klarinette, bevor er sich mit 17 Jahren dem Saxophon zuwendete; er hatte Unterricht bei Hans Laib und besuchte Workshops bei Sal Nistico, Dave Liebman und Bobby Watson. Nach einer Banklehre war er ab 1985 als professioneller Musiker tätig; er spielte zunächst im Circus Roncalli, dann im Landesjugendorchester Hessen, bevor er ein eigenes Quartett gründete und bei der Mannheimer Big Band, bei Rainer Pusch,  bei Bill Ramsey, bei Jiggs Whigham, in der deutschen Fusionformation Zebra tätig war. Nach seinem Studium an der Swiss Jazz School in Bern (1987–1991) gehörte er zur Tourband von Chaka Khan und war von 1993 bis 2000 Mitglied der SDR Big Band. Ab 1999 leitete er eigene Bands wie die Sultans of Swing und zeitweilig auch die Mannheimer Big Band. Seit 2001 gehört er als Baritonsaxophonist der hr-Bigband an. 
Er hat auch Schallplatten mit Thilo Berg, Bobby Burgess, Joe Haider, Peanuts Hucko,  Jazzkantine, Paul Kuhn, Dieter Reith, der Frankfurt City Blues Band und der Frankfurt Jazz Big Band aufgenommen.

## Lexikalische Einträge
- Jürgen Wölfer: Jazz in Deutschland. Das Lexikon. Alle Musiker und Plattenfirmen von 1920 bis heute. Hannibal, Höfen 2008, ISBN 978-3-85445-274-4.